# 明鏡橋
明鏡橋（めいきょうばし）は、山形県西村山郡朝日町にある最上川に架かる橋。
旧明鏡橋と新明鏡橋の2つが現存し、どちらも供用されている。

## 旧明鏡橋
旧明鏡橋は1875年に完成した最上川本流では初めて架けられた橋である。五百川峡谷の場所に立地し、朝日町の玉ノ井地区と和合地区を結ぶ。経費の全ては地元で負担された。その後、洪水等で流失が相次ぎ、現存する橋は5代目で1936年10月に竣工したもの。開通後は後述の新明鏡橋の完成まで国道287号として機能し、現在も町道として使われている現役橋である。開腹部のアーケード形状、高欄の逆アーチ形状等のデザイン的に優れていることから2006年に土木学会選奨土木遺産に選定されている。

## 新明鏡橋
新明鏡橋は、国道287号和合バイパスの一部として2005年11月に開通した。明鏡橋としては6代目にあたる。山形県が旧明鏡橋の架け替え工事として2002年9月に着手。工事には両端から伸びるように橋を造る"トラス張り出し架設工法"が採用され、旧橋と同様に橋脚がないアーチ形の鉄筋コンクリート製としている。また、工事関係者などの見学用に2004年3月、工事現場近くに高さ2 m、広さ64 m2の台が設けられ、一般見学者にも開放された。